# Hansacypris glabra
Hansacypris glabra is een mosselkreeftjessoort uit de familie van de Candonidae. De wetenschappelijke naam van de soort is voor het eerst geldig gepubliceerd in 1984 door Wouters.